# For You (AZUの曲)
「For You」（フォー・ユー）は、AZUの8枚目のシングル。

## 収録曲
1. For You
作詞：AZU・菜穂　作曲・編曲：h-wonder
  - テレビ東京系アニメ『NARUTO -ナルト- 疾風伝』エンディング・テーマ（2010年1月7日 - 2010年3月25日放送分）。
  - レコチョクTV-CMソング。
2. いますぐに…（Acoustic version)
3. For You - Instrumental -
4. いますぐに…（Acoustic version) - Instrumental -

| スタブアイコン | サブスタブ | この項目は、まだ閲覧者の調べものの参照としては役立たない、シングルに関連した書きかけの項目です。この項目を加筆・訂正などしてくださる協力者を求めています（P:音楽/PJ:楽曲）。 |